# Renault R24
Pour les articles homonymes, voir R24.
Chronologie des modèles (2004)
Renault R23 Renault R25
La Renault R24 est la monoplace de Formule 1 engagée par l'écurie Renault F1 Team dans le cadre du championnat du monde de Formule 1 2004 aux mains de Fernando Alonso, Jarno Trulli et Jacques Villeneuve. Les pilotes d'essais sont le Français Franck Montagny et le Japonais Satoshi Motoyama.

## Historique

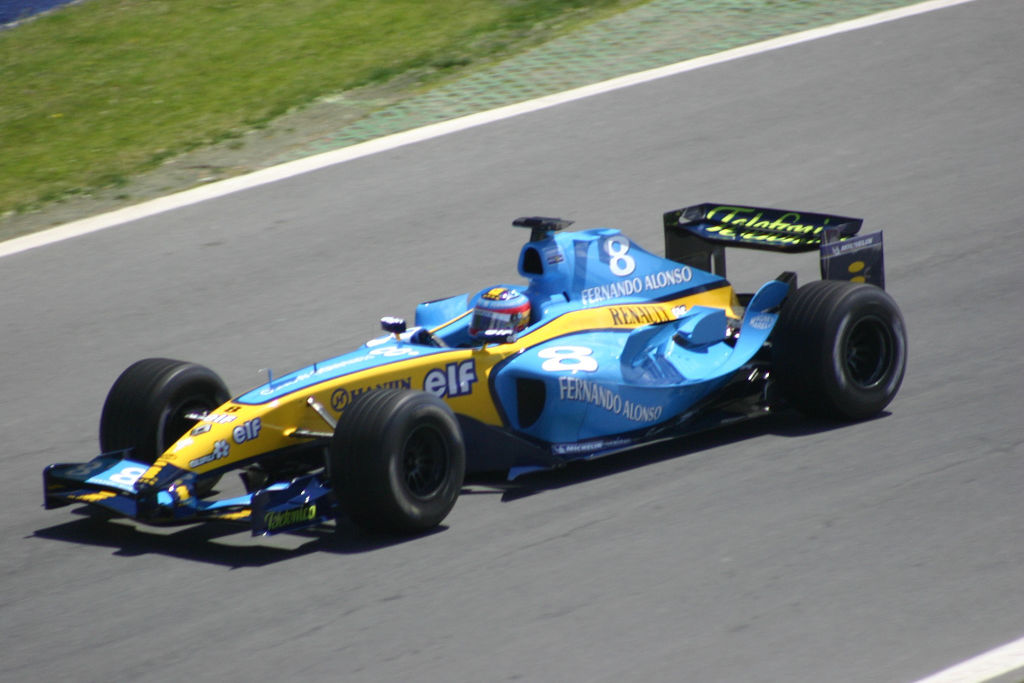
La Renault R24 de Fernando Alonso au Grand Prix du Canada 2004.

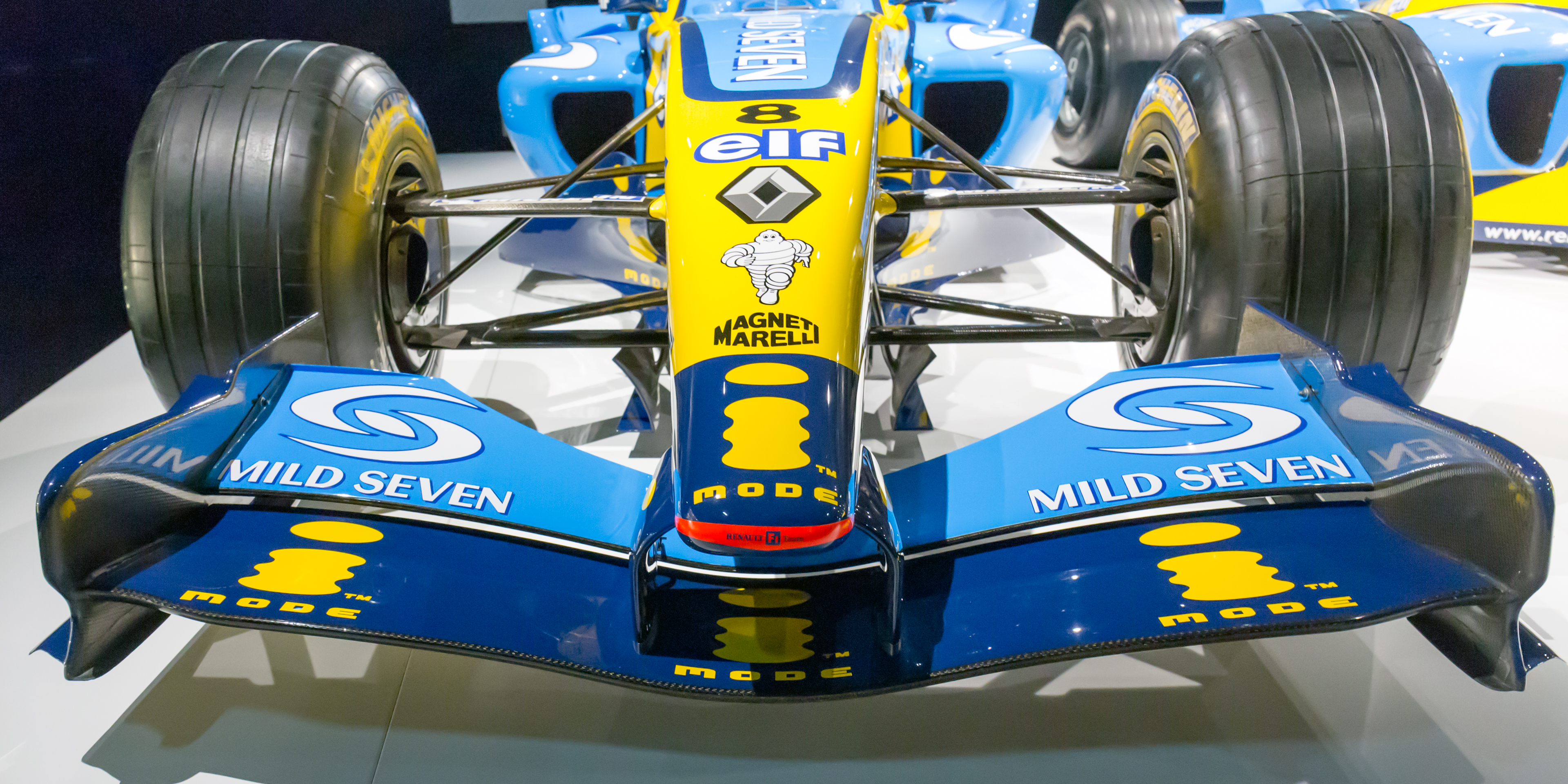
L'aileron avant de la R24.

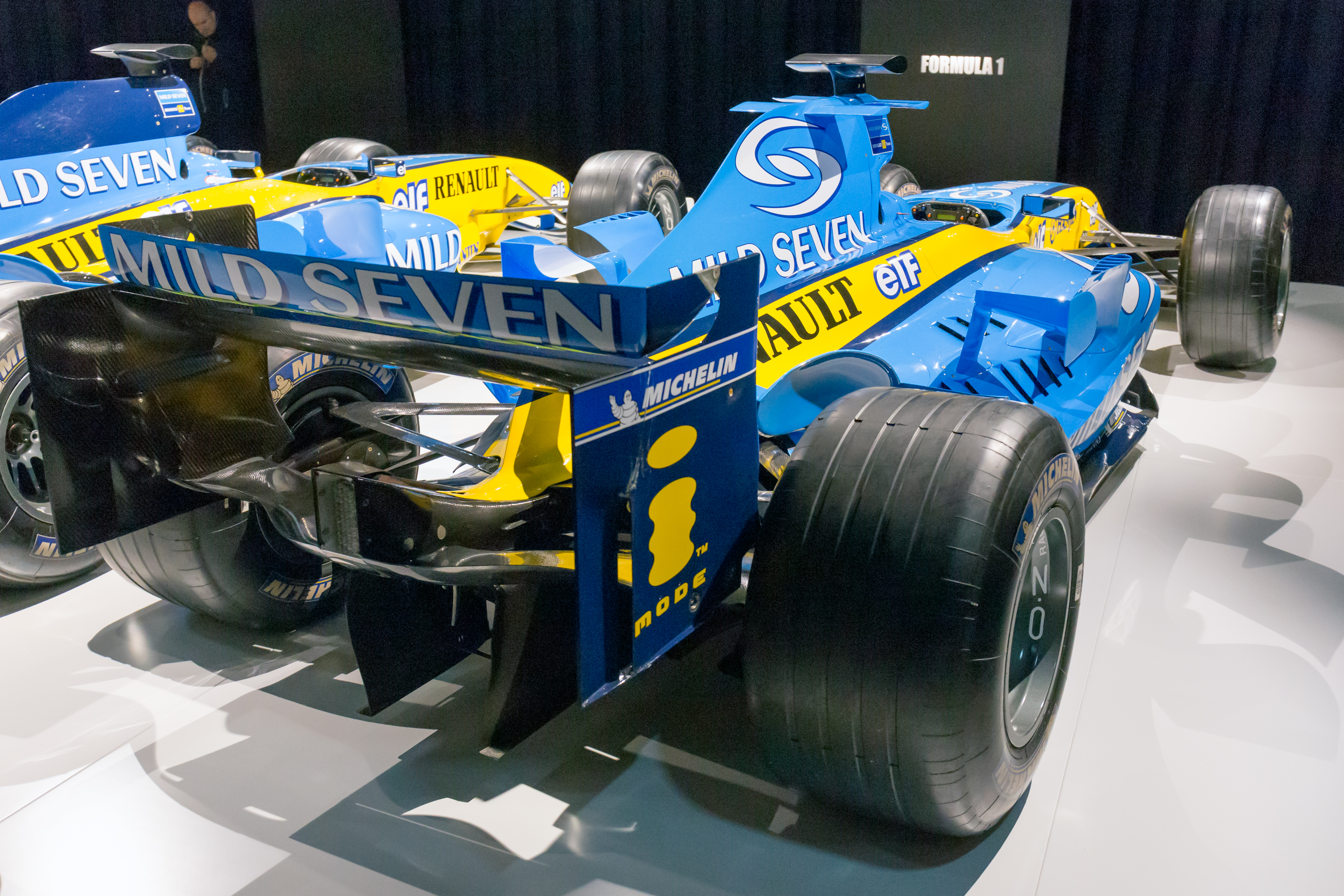
Le train arrière de la R24.

La principale nouveauté de la R24 par rapport à sa devancière est l'abandon du moteur à angle ouvert de 111°, argument du retour de la marque française en Grand Prix, et le départ de Jean-Jacques His, le concepteur de ce moteur. Les R24 sont chaussées d'enveloppes Michelin comme la majorité du plateau. La principale qualité de la R24 est son couple moteur qui lui permet de prendre d'excellents départs. La R24 est en revanche instable au niveau de son train arrière et manque de puissance à haut régime.
Renault semble être bien parti pour être la deuxième force du championnat, la paire Trulli-Alonso terminant constamment dans les points lors des cinq premiers Grands Prix (dont deux podiums : Alonso troisième en Australie et Trulli troisième en Espagne) mais comme la concurrence, aucun des deux ne parvient à battre Michael Schumacher et sa Ferrari F2004. À Monaco, Renault dispute la victoire à Ferrari et Trulli s'impose au terme d'un duel avec la BAR-Honda de Button. Les deux pilotes se classent dans les points au Grand Prix d'Europe mais sont trahis par leur transmission au Canada. Au Grand Prix des États-Unis, Alonso abandonne alors qu'il était troisième tandis que Trulli, parti dernier, termine quatrième. Au terme de la première moitié de saison, Trulli devance Alonso de 16 points (41 contre 25) et est le seul à avoir battu Michael Schumacher, vainqueur des huit autres courses. 
La seconde partie de saison est plus difficile. Au Grand Prix de France, Renault pense obtenir sa deuxième victoire de la saison avec Alonso mais Ross Brawn change la stratégie de Michael Schumacher et prive Renault d'une victoire à domicile. Trulli, troisième depuis le départ du Grand Prix, se fait surprendre par la Ferrari de Barrichello à deux virages de l'arrivée ce qui agace Flavio Briatore. Lors des cinq Grands Prix suivants, BAR-Honda marque plus de points de Renault (la paire Button-Sato termine dans les points sauf en Belgique) quand Alonso inscrit 12 points avec deux troisièmes places en Allemagne et en Hongrie tandis que Trulli n'en marque plus depuis le Grand Prix de France malgré une pole-position en Belgique. Au Grand-Prix d'Italie, BAR-Honda dépasse Renault au championnat constructeur et Trulli est limogé après le Grand Prix. 
Sauber ne souhaitant pas libérer Fisichella, Renault hésite entre Montagny (pilote d'essai) et Villeneuve, qui hérite du baquet vacant mais rencontre des difficultés à s'approcher des temps de son équipier et des points. La fin de saison voit Renault perdre sa deuxième place au championnat au profit de  BAR-Honda.

## Résultats en championnat du monde de Formule 1

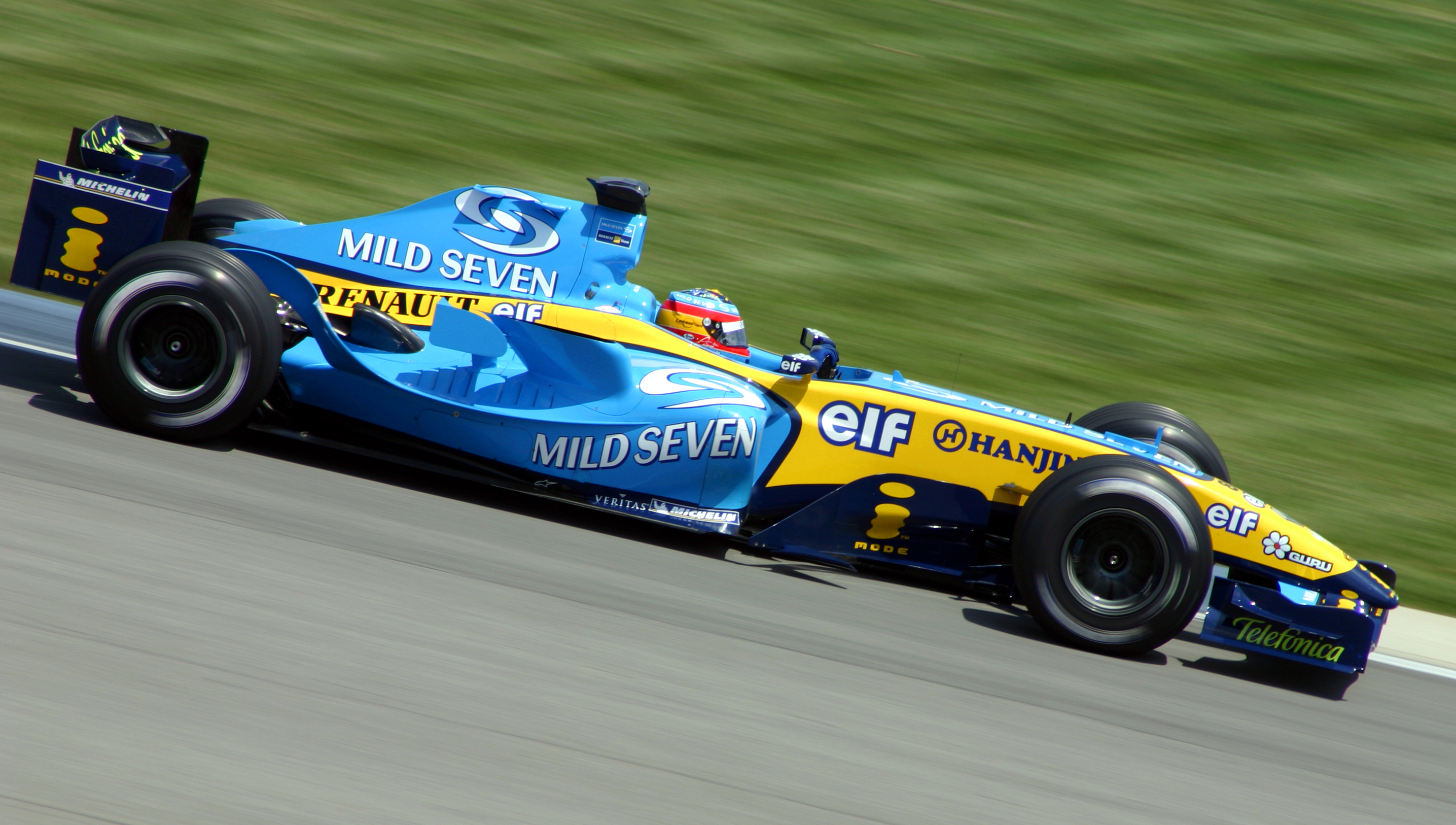
Fernando Alonso à bord de la Renault R24 au Grand Prix des États-Unis 2004.

| Saison | Écurie                     | Moteur       | Pneus    | Pilotes            | Courses | Courses | Courses | Courses | Courses | Courses | Courses | Courses | Courses | Courses | Courses | Courses | Courses | Courses | Courses | Courses | Courses | Courses | Points inscrits | Classement |
| Saison | Écurie                     | Moteur       | Pneus    | Pilotes            | 1       | 2       | 3       | 4       | 5       | 6       | 7       | 8       | 9       | 10      | 11      | 12      | 13      | 14      | 15      | 16      | 17      | 18      | Points inscrits | Classement |
| ------ | -------------------------- | ------------ | -------- | ------------------ | ------- | ------- | ------- | ------- | ------- | ------- | ------- | ------- | ------- | ------- | ------- | ------- | ------- | ------- | ------- | ------- | ------- | ------- | --------------- | ---------- |
| 2004   | Mild Seven Renault F1 Team | Renault RS24 | Michelin |                    | AUS     | MAL     | BAH     | SMR     | ESP     | MON     | EUR     | CAN     | USA     | FRA     | GBR     | ALL     | HON     | BEL     | ITA     | CHI     | JAP     | BRÉ     | 105             | 3e         |
| 2004   | Mild Seven Renault F1 Team | Renault RS24 | Michelin | Jarno Trulli       | 7e      | 5e      | 4e      | 5e      | 3e      | 1er     | 4e      | Abd     | 4e      | 4e      | Abd     | 11e     | Abd     | 9e      | 10e     |         |         |         | 105             | 3e         |
| 2004   | Mild Seven Renault F1 Team | Renault RS24 | Michelin | Jacques Villeneuve |         |         |         |         |         |         |         |         |         |         |         |         |         |         |         | 11e     | 10e     | 10e     | 105             | 3e         |
| 2004   | Mild Seven Renault F1 Team | Renault RS24 | Michelin | Fernando Alonso    | 3e      | 7e      | 6e      | 4e      | 4e      | Abd     | 5e      | Abd     | Abd     | 2e      | 10e     | 3e      | 3e      | Abd     | Abd     | 4e      | 5e      | 4e      | 105             | 3e         |

Légende : ici 